# Scott Armstrong
Joseph Scott James, Jr. (Marietta, 4 de maio de  1961) é um árbitro e lutador de wrestling profissional estadunidense, mais conhecido como Scott Armstrong, que atualmente trabalha para a WWE, sendo árbitro para todas as divisões. Ele é o filho mais velho do membro do Hall da Fama da WWE Bob Armstrong e tem três irmãos lutadores, Brad, Steve e Brian.

## Carreira no wrestling profissional

### Início de carreira
James começou a lutar em 1983 como "Scott Armstrong", primariamente nas promoções da Geórgia e Alabama, além da Jim Crockett Promotions e World Championship Wrestling (WCW), onde formou uma dupla chamada "The James Boys" com seu irmão Steve. Ele trabalhou na WCW de 1992 a 2001, começando como lutador, mas tornando-se um árbitro em seu último ano na companhia. Ele também trabalhou como Dixie Dy-no-mite na Smoky Mountain Wrestling.

### World Wrestling Entertainment (2006–2010)
Armstrong apareceu no SmackDown! de 28 de julho de 2006 como árbitro da luta pelo WWE United States Championship entre Finlay e William Regal. Em agosto de 2006, Armstrong foi contratado como árbitro pela WWE, na ECW. Ele se tornou árbitro-sênior em fevereiro de 2007, após Mickie Henson ser transferido para o SmackDown. Ele foi o único árbitro da ECW no WrestleMania XXIV. No SummerSlam de 2008, Armstrong foi o árbitro da Hell in a Cell entre Edge e The Undertaker. Ele foi, então, transferido para o SmackDown como árbitro-sênior. Em novembro de 2008, os árbitros deixaram de ser exclusivos das divisões.

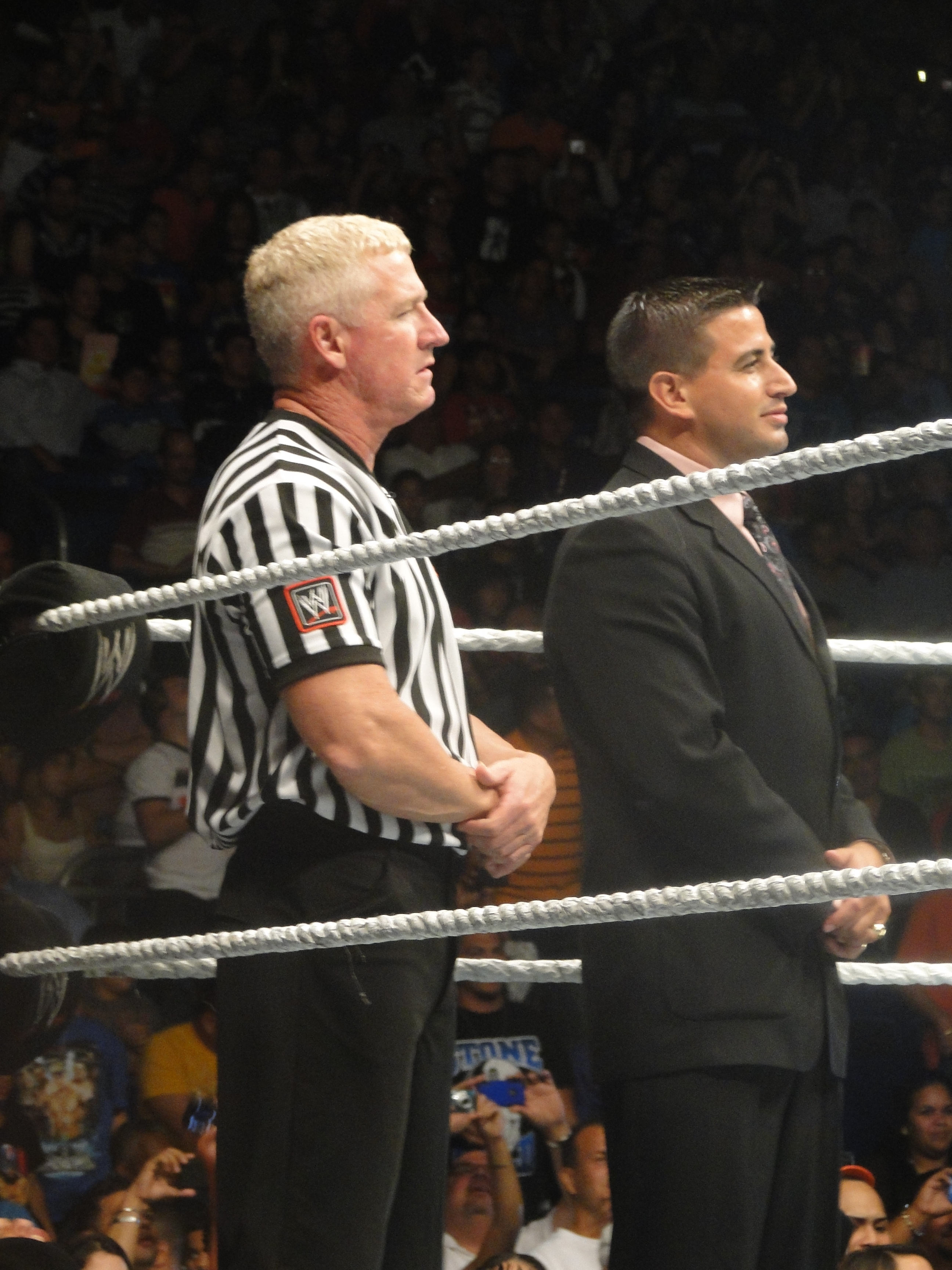
Scott Armstrong com Justin Roberts.

Em 13 de setembro de 2009, no Breaking Point, Armstrong envolveu-se em uma história durante a qual tomava uma decisão controversa durante a luta pelo World Heavyweight Championship entre CM Punk e The Undertaker. Armstrong declarou Punk o vencedor, mesmo Undertaker não tendo desistido durante um anaconda vice, referenciando o Montreal Screwjob (que havia acontecido na mesma arena em 1997). Em 30 de outubro de 2009, Armstrong enfrentou CM Punk no SmackDown, sendo rapidamente derrotado. Na semana seguinte, Armstrong custou uma luta de Punk contra R-Truth, fazendo uma contagem rápida e dando a vitória a R-Truth.
Em 26 de fevereiro de 2010, Armstrong foi demitido da WWE.

### Retorno a World Wrestling Entertainment / WWE (2011–presente)

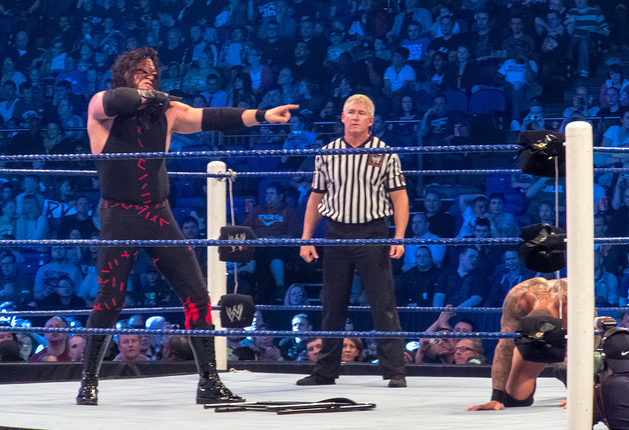
Armstrong como árbitro.

Em 20 de fevereiro de 2011, Armstrong reapareceu na WWE como árbitro durante o Elimination Chamber. Ele continuou a oficiar lutas em pay-per-views, como no Wrestlemania XXVII e Money in the Bank (2011). Ele retornou ao SmackDown em 5 de agosto de 2011, como árbitro de uma luta entre The Great Khali e Sheamus. Em 18 de setembro de 2011, no Night of Champions, Armstrong foi o árbitro da luta entre Triple H e CM Punk. Durante o combate, The Miz e R-Truth atacara os lutadores e abusaram verbalmente de Armstrong, que retaliou, socando Miz, antes de ser espancado pelos dois.
No SummerSlam de 2012, Triple H convenceu Armstrong a ser permissivo durante a luta entre ele e Brock Lesnar, tornando o combate mais violento do que o normal. No Raw do dia seguinte, Lesnar congratulou Armstrong, já que havia derrotado Triple H na noite anterior. Em outubro de 2012, Armstrong e seu irmão Road Dogg passaram a atuar como produtores, ajudando lutadores novatos com entrevistas, lutas e elaboração de personagens. Armstrong arbitrou a luta pelo WWE Championship entre o campeão Randy Orton e o desafiante Daniel Bryan no Night of Champions de 2013. Ele encerrou a luta com uma contagem rápida em Orton, dando o título para Bryan. No Raw da noite seguinte, pressionado por Triple H, Armstrong afirmou ter se mancomunado com Bryan para lhe dar a vitória. Na mesma noite, Armstrong foi demitido por Triple H. Ele fez uma nova aparição, como o segundo árbitro da luta entre Bryan e Orton no WWE Battleground, sendo nocauteado por Big Show.

## Vida pessoal
James é casado com Michelle e eles têm dois filhos. Em 2008, ele ajudou na arrecadação de dinheiro para o Zoológico do Noroeste da Flórida (hoje Gulf Breeze Zoo) após este sofrer danos do Furacão Ivan.

## No wrestling
- Movimentos de finalização
  - Superkick[1]

- Movimentos secundários
  - Diving reverse crossbody[9]
  - Dropkick[9]
  - Roll-up[9]

## Títulos e prêmios
- Dixieland Championship Wrestling
  - DCW Heavyweight Championship (1 vez)[10]

- Georgia Championship Wrestling
  - NWA National Tag Team Championship (1 vez) – vez Bob Armstrong

- North Georgia Wrestling Association
  - NGWA Tag Team Championship (1 vez)

- NWA Wrestle Birmingham
  - NWA Wrestle Birmingham Tag Team Championship (1 vez) – com Bob Armstrong

- Peach State Wrestling
  - PSW United States Tag Team Championship (1 vez, último) - com Mad Jack[10]

- Pensacola Wrestling Alliance
  - PWA Heavyweight Championship (1 vez)

- Southeastern Championship Wrestling
  - NWA Southeastern Tag Team Championship (1 vez) – com Brad Armstrong
  - NWA Southeastern United States Junior Heavyweight Championship (5 vezes)

- Southeastern Xtreme Wrestling
  - SXW Heavyweight Championship (1 vez)
  - SXW Impact Championship (1 vez)

- Tennessee Mountain Wrestling
  - TMW Tag Team Championship (1 vez) – with Brad Armstrong[11]

- United Championship Wrestling
  - UCW Tag Team Championship (1 vez) – com Bob Armstrong

- USA Wrestling
  - USA Junior Heavyweight Championship (2 vezes)[10]